# Grand Prix der Volksmusik 1992
Der siebte Grand Prix der Volksmusik fand am 27. Juni 1992 in Zürich (Schweiz) statt. Teilnehmerländer waren wie in den Vorjahren Deutschland, Österreich und die Schweiz. Wie bereits seit 1989 wurde auch in diesem Jahr in jedem Land zuvor eine öffentliche Vorentscheidung im Fernsehen durchgeführt. Dabei wurden jeweils fünf Titel für das Finale ermittelt. Die schweizerische Vorentscheidung fand am 18. April in Interlaken, die österreichische am 25. April in Lienz (Tirol) und die deutsche am 16. Mai in Duisburg statt. Die Veranstaltungen, zu denen jeweils eine CD mit allen Teilnehmern erschien, wurden live übertragen.
Das Finale wurde von der SRG im Rahmen einer Eurovisionssendung aus Zürich übertragen und vom ZDF und ORF übernommen. Moderatoren waren wieder Carolin Reiber (Deutschland), Karl Moik (Österreich) und Sepp Trütsch (Schweiz), die bereits durch die jeweiligen Vorentscheidungen ihres Landes führten. Die Startfolge der Titel und Länder war zuvor ausgelost worden. Nach Vorstellung der Titel ermittelten mehrere Jurys aus den Teilnehmerländern ihren Favorit, wobei die Titel des eigenen Landes nicht bewertet werden durften.
Am Ende der Wertung stand dann Stefanie Hertel als Siegerin des Grand Prix der Volksmusik 1992 fest. Ihr Titel Über jedes Bacherl geht a Brückerl hatte Jean Frankfurter komponiert und Irma Holder getextet. Nachdem Stefanie Hertel im Vorjahr beim Grand Prix der Volksmusik nur einen fünften Platz verbuchen konnte, holte sie nunmehr nach dem Original Naabtal Duo (1988) und den Kastelruther Spatzen (1990) zum dritten Mal den Sieg des Grand Prix nach Deutschland.
Als Austragungsort des nächsten Grand Prix der Volksmusik 1993 wurde unabhängig vom Land des Siegers Rostock festgelegt.

## Die Platzierung der schweizerischen Vorentscheidung 1992
Die ersten fünf Titel kamen ins Finale.
| Startnr.          | Interpret                                         | Titel                                  | Platz              | Punkte             |
| ----------------- | ------------------------------------------------- | -------------------------------------- | ------------------ | ------------------ |
| 01                | Alpenklang-Quintett                               | S’Lumpetier                            | 01.                | 82                 |
| 13                | Trio Bruno Inderbitzin                            | Mit em gäggeligäle Velo                | 02.                | 69                 |
| 12                | Vreni und Rudi                                    | Glücklich und z’friede                 | 03.                | 62                 |
| 03                | D’ Ländlerbuebe mit Peter Grossen und Louis Menar | Ich hau’ es jetzt ab uf Hawaii         | 04.                | 60                 |
| 15                | Monika Hildbrand                                  | Mir händ doch alli eusi Fähler         | 05.                | 51                 |
| 11                | Sabrina                                           | Lueg mich doch näd so aa               | 06.                | 34                 |
| 08                | Fricktaler Musikanten                             | Ich steh auf meine Sommersprossen-Lady | 07.                | 30                 |
| 14                | Werner Schmid                                     | Heimat isch …                          | 08.                | 28                 |
| 04                | Markus Salin                                      | Marionette                             | 09.                | 25                 |
| 02                | Alpina Quintett                                   | Nos mond                               | 10.                | 23                 |
| 09                | Addi und Moritz                                   | Nie me elei eleige sii                 | 11.                | 22                 |
| 05                | Vereina Quintett                                  | Annatina                               | 12.                | 20                 |
| 07                | Maja Brunner                                      | Du bisch so klari-nett zu mir          | 13.                | 18                 |
| 06                | Stixi & Sonja und Franz Reglis Musikanten         | Mitenand is Oberland                   | 14.                | 17                 |
| 10                | Esther Egli und das Tosanos Sextett               | Heimweh Jodel                          | 15.                | 11                 |
| Veranstaltungsort | Veranstaltungsort                                 | Kursaal Interlaken                     | Kursaal Interlaken | Kursaal Interlaken |

## Die Platzierung der österreichischen Vorentscheidung 1992
Die ersten fünf Titel kamen ins Finale.
| Startnr.          | Interpret                         | Titel                               | Platz         | Punkte        |
| ----------------- | --------------------------------- | ----------------------------------- | ------------- | ------------- |
| 10                | Stoakogler Trio                   | Steirermen san very good            | 01.           | 87            |
| 13                | Trio Alpin                        | A bisserl Gmütlichkeit              | 02.           | 72            |
| 15                | David                             | Tränen aus Liebe                    | 03.           | 67            |
| 07                | Die Zillertaler                   | Du bist so a lieber Kerl            | 04.           | 49            |
| 11                | Raabtal-Dirndl                    | I wart auf a Busserl von dir        | 05.           | 34            |
| 12                | Hahnenkamm-Trio und Freunde       | Trompetenfreunde                    | 06.           | 33            |
| 04                | Anni Jäger                        | Die Sehnsucht nach der ersten Liebe | 06.           | 32            |
| 02                | Original Zillertaler und Angelika | Willst du mei Schatz sei            | 08.           | 27            |
| 06                | Wolfgang und Petra                | Wenn i di net hätt                  | 09.           | 25            |
| 07                | Rössl-Musikanten                  | Wenn des net Liebe is               | 10.           | 24            |
| 14                | Peter Kaufmann Quintett mit Anita | Ein Jodlerlied als Souvenir         | 11.           | 23            |
| 05                | Sonnalm-Echo und Margret Almer    | Holt’s doch die Feuerwehr           | 12.           | 17            |
| 09                | Salzburg-Quintett                 | Alter schützt vor Torheit nicht     | 13.           | 16            |
| 08                | Lydia Huber                       | Ja, ja die Zeit                     | 14.           | 09            |
| 03                | Die Fehringer                     | I bin für di                        | 15.           | 07            |
| Veranstaltungsort | Veranstaltungsort                 | Lienz (Tirol)                       | Lienz (Tirol) | Lienz (Tirol) |

## Die Platzierung der deutschen Vorentscheidung 1992
Die ersten fünf Titel kamen ins Finale.
| Startnr.          | Interpret         | Titel                                        | Platz                     | %                         | Musik                     | Text                      |
| ----------------- | ----------------- | -------------------------------------------- | ------------------------- | ------------------------- | ------------------------- | ------------------------- |
| 12                | Stefanie Hertel   | Über jedes Bacherl geht a Brückerl           | 01.                       | 20,1                      | Jean Frankfurter          | Irma Holder               |
| 08                | Angela Wiedl      | Doch des Herzklopfen, des verdank i dir      | 02.                       | 17,4                      |                           |                           |
| 15                | Bianca            | Schäfers Traum                               | 03.                       | 15,3                      |                           |                           |
| 05                | Edward Simoni     | Wie die Vögel im Wind (instr.)               | 04.                       | 06,2                      |                           |                           |
| 13                | Nockalm Quintett  | Und in der Nacht, da brauch i di zum Träumen | 05.                       | 06,1                      | Jean Frankfurter          | Irma Holder               |
| 01                | Kurt Elsasser     | I glaub i hab di wirklich gern               | 06.                       | 05,1                      |                           |                           |
| 11                | Gaby Albrecht     | Solang der Leuchtturm noch steht             | 07.                       | 04,8                      |                           |                           |
| 14                | Bernadette        | Wir zwei hätten heiraten sollen              | 08.                       | 04,7                      | Ralph Siegel              | Bernd Meinunger           |
| 06                | Jonny Hill        | Zur großen Freiheit                          | 09.                       | 03,9                      |                           |                           |
| 07                | Patrizius         | Führ deine Frau mal wieder aus               | 10.                       | 03,7                      |                           |                           |
| 03                | Andy und Bernd    | Himmel vorhanden, Engel gesucht              | 11.                       | 03,5                      |                           |                           |
| 02                | Hansl Krönauer    | Und auf einmal, da liegen die Alpen vor dir  | 12.                       | 02,9                      |                           |                           |
| 10                | Die Wilderer      | Da müss’n scho Männer kemma                  | 13.                       | 02,1                      | Ralph Siegel              | Bernd Meinunger           |
| 09                | Max Zwo           | Gibt’s koane Madln zum Heiraten mehr         | 14.                       | 01,8                      |                           |                           |
| 04                | Christina Ebner   | Kleine Wunder sieht man nicht                | 15.                       | 01,4                      | Jean Frankfurter          | Irma Holder               |
| Veranstaltungsort | Veranstaltungsort | Rhein-Ruhr-Halle Duisburg                    | Rhein-Ruhr-Halle Duisburg | Rhein-Ruhr-Halle Duisburg | Rhein-Ruhr-Halle Duisburg | Rhein-Ruhr-Halle Duisburg |

## Die Platzierung des Grand Prix der Volksmusik 1992
| Startnr.          | Land              | Interpret                           | Titel                                        | Platz                         | Punkte                        |                               |
| ----------------- | ----------------- | ----------------------------------- | -------------------------------------------- | ----------------------------- | ----------------------------- | ----------------------------- |
| 07                | D                 | Stefanie Hertel                     | Über jedes Bacherl geht a Brückerl           | 01.                           | 60                            |                               |
| 11                | A                 | Die Zillertaler                     | Du bist so a lieber Kerl                     | 02.                           | 56                            |                               |
| 12                | CH                | Vreni und Rudi                      | Glücklich und z’fried’n                      | 03.                           | 48                            |                               |
| 15                | CH                | Alpenklang-Quintett                 | Dein Kuscheltier                             | 04.                           | 43                            |                               |
| 08                | A                 | Stoakogler Trio                     | Steirermen san very good                     | 05.                           | 38                            |                               |
| 05                | A                 | Raabtal Dirndln                     | I wart auf a Busserl von Dir                 | 06.                           | 34                            |                               |
| 06                | CH                | Trio Bruno Inderbitzin              | Mit em gäggeligäle Velo                      | 07.                           | 32                            |                               |
| 13                | D                 | Edward Simoni                       | Wie die Vögel im Wind                        | 07.                           | 32                            |                               |
| 04                | D                 | Nockalm Quintett                    | Und in der Nacht, da brauch i di zum Träumen | 09.                           | 30                            |                               |
| 10                | D                 | Bianca                              | Schäfers Traum                               | 10.                           | 17                            |                               |
| 02                | A                 | Trio Alpin                          | A bisserl Gmütlichkeit                       | 11.                           | 15                            |                               |
| 01                | D                 | Angela Wiedl                        | Doch des Herzklopfen … des verdank i dir     | 12.                           | 12                            |                               |
| 14                | A                 | David                               | Tränen aus Liebe                             | 12.                           | 12                            |                               |
| 03                | CH                | Monika Hildbrand                    | Wir haben alle unsere Fehler                 | 14.                           | 11                            |                               |
| 09                | CH                | Ländlerbuebe Biel mit Peter Grossen | Ich träume nur noch von Hawaii               | 15.                           | 04                            |                               |
| Veranstaltungsort | Veranstaltungsort | Hallenstadion Zürich, Schweiz       | Hallenstadion Zürich, Schweiz                | Hallenstadion Zürich, Schweiz | Hallenstadion Zürich, Schweiz | Hallenstadion Zürich, Schweiz |

Die Titel erschienen auch auf einer CD.